# Beira (miasto)

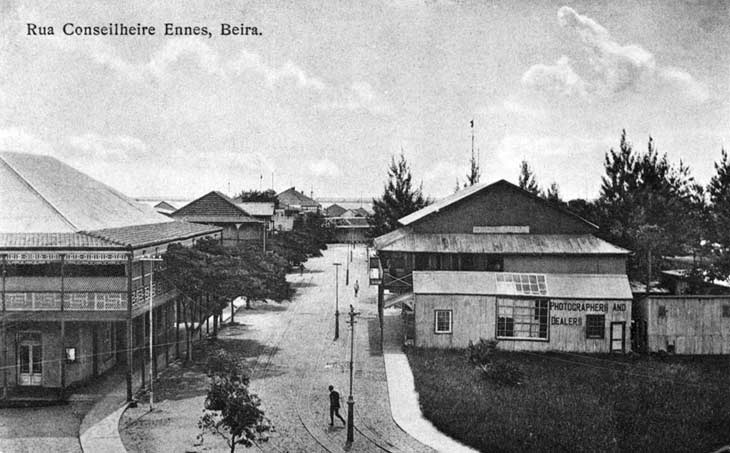
Beira w 1905 roku

Beira – miasto we wschodnim Mozambiku będące ośrodkiem administracyjnym prowincji Sofala, nad estuarium rzeki Púngoè, która uchodzi do Kanału Mozambickiego. Jest czwartym pod względem liczby ludności miastem kraju. W 2007 r. Beira liczyła 436 tys. mieszkańców, a w 2012 r. liczbę ludności oszacowano na 441 tys. Według spisu z 2017 roku populacja wzrosła do 592,1 tys. mieszkańców. Miejscowość założono w 1891 r., po zbudowaniu kolei, na miejscu osady suahilijskiej.
Jest jednym z najważniejszych portów przeładunkowych Afryki (ok. 2 mln ton przeładowywanego towary). Obsługuje głównie handel zagraniczny Malawi, Zambii oraz Zimbabwe. Przemysł drzewny, włókienniczy, spożywczy, cementowy oraz samochodowy. W mieście są fabryki narzędzi rolniczych oraz rowerów, montuje się samochody ciężarowe i autobusy. Miasto ma stację kolejową Beira, z której ma połączenie kolejowe z Lobito w Angoli (przez Demokratyczną Republikę Konga, Zambię i Zimbabwe) oraz do Malawi. Rurociąg naftowy z miasta prowadzi do Mutare (Zimbabwe). W Beirze znajduje się międzynarodowy port lotniczy.
W marcu 2019 cyklon Idai zniszczył 90% miasta.

## Miasta partnerskie
- Bendery
- Bristol
- Coimbra
- Padwa
- Porto